# Amelia Sophie von Großbritannien, Irland und Hannover

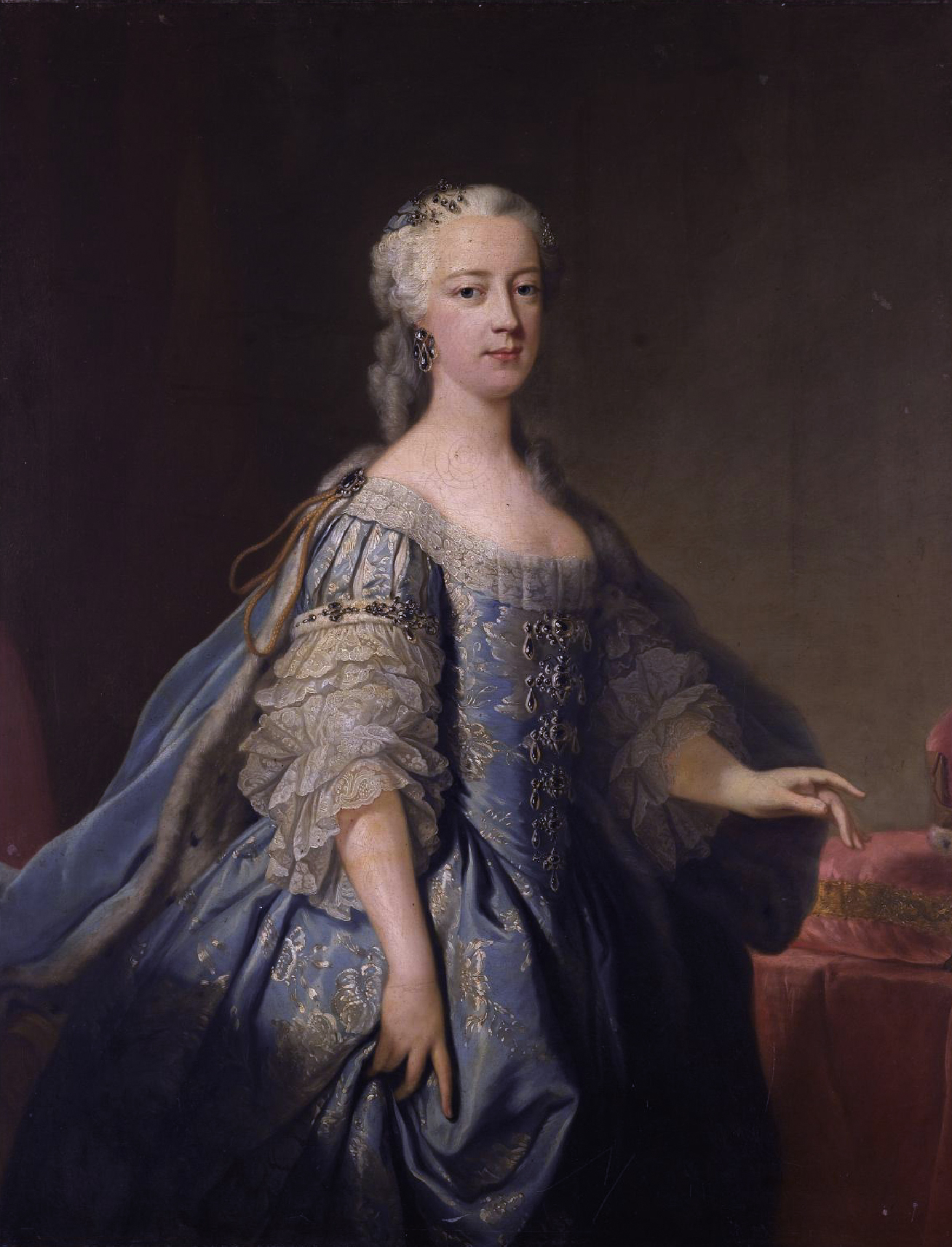
Prinzessin Amelia Sophie, um 1738

Amelia Sophie Eleonore von Großbritannien (* 30. Maijul. / 10. Juni 1711greg. in Herrenhausen, Hannover; † 31. Oktober 1786 in Soho, London) war eine britische Prinzessin aus dem Haus Hannover.

## Frühere Jahre

Wappen von Prinzessin Amelia Sophie

Amelia Sophie war das dritte Kind und die zweite Tochter des britischen Königs und Braunschweiger Kurfürsten Georg II. (1683–1760) und seiner Frau Caroline von Ansbach (1683–1737). Innerhalb der Familie wurde sie Emily gerufen.
Die Königliche Hoheit Amelia Sophie von Hannover war drei Jahre alt, als ihr Großvater Kurfürst Georg Ludwig als Georg I. den britischen Thron bestieg. Amelia Sophie wurde in die Obhut der Gräfin Gertrud zu Schaumburg-Lippe (1701–1728) gegeben, einer Tochter Georgs I. und seiner Mätresse Gräfin Ehrengard Melusine von der Schulenburg. Auf Betreiben ihrer Mutter Caroline und Lady Mary Wortley Montagus wurden Amelia Sophia und Karoline 1722 von dem promovierten Arzt Charles Maitland gegen Pocken geimpft (Variolation).

## Heiratspolitik – Jahre als Braut
Ihre Tante, die preußische Königin Sophie Dorothea, Schwester Georgs II., trug sich bereits seit längerem mit dem Plan, die Tradition welfisch-hohenzollernscher Eheschließungen fortzusetzen. Dabei schwebte ihr eine Doppelhochzeit vor: Friedrich Ludwig (1707–1751) sollte ihre Tochter Wilhelmine (1709–1758) heiraten, während seine Schwester Amelia die Frau des preußischen Kronprinzen und späteren Königs Friedrich II. (1712–1786) werden sollte. 1723 hatte sie Gelegenheit, dieses Projekt Georg I. vorzustellen, und dieser, gemeinsamer Großvater der vier betroffenen jungen Leute, zeigte sich sehr aufgeschlossen für den Gedanken, hielt allerdings den Zeitpunkt für eine offizielle Bekanntgabe der angestrebten Verbindungen für verfrüht, da die Cousins und Cousinen ihm noch zu jung schienen. Mit der Doppelhochzeit sollte ein solides und dauerhaftes Bündnis zwischen Großbritannien, Hannover und Preußen gefestigt werden. Stattfinden sollte sie bei Georgs nächstem Besuch im Jahre 1727. Georg I. starb jedoch vorher und Amalias Vater hatte – aus verschiedenen politischen Erwägungen – keine Eile, die Hochzeit der vier Königskinder endgültig festzuschreiben.
Bald stellte sich aber heraus, dass hinsichtlich des Heiratsprojektes grundsätzlich unterschiedliche Auffassungen herrschten. Georg II. und die britische Regierung verfolgten damit in erster Linie Staatszwecke, während König Friedrich Wilhelm I. darin eine reine Familienangelegenheit sah, durch die er sich politisch in keiner Weise festlegen wollte. Schließlich rückte er auch von dem Gedanken einer Doppelhochzeit ab und wollte allenfalls noch einer Eheschließung seiner Tochter Wilhelmine mit dem Prince of Wales zustimmen, seinen eigenen Kronprinzen aber vorerst unverheiratet lassen.

## Spätere Jahre
Das Familienleben im St James’s Palace galt als unglücklich. Georg II. erwies sich seiner Familie gegenüber als geizig. Ohne die Hilfe ihrer Mutter wäre Amalia Sophie kaum in der Lage gewesen, bei repräsentativen Anlässen passend gekleidet zu erscheinen. Nach dem frühen Tod ihrer Mutter (1737) wurde sie die ständige Begleiterin ihres Vaters – zusammen mit der ihr verhassten Gräfin Amalie Sophie von Wallmoden (1704–1765), spätere Countess of Yarmouth.
Im Jahr 1751 schloss Amelia Sophie als Ranger of Richmond Park die Öffentlichkeit aus dem ihren Wohnsitz White Lodge umgebenden Park aus und nur wenige enge Freunde oder Personen mit besonderer Genehmigung durften diesen betreten. Dies führte zum Aufruhr in der Bevölkerung. 1758 reichte der Brauereibesitzer John Lewis eine Klage bei Gericht ein, der Richter entschied zu Gunsten von Lewis. Zur Urteilsbegründung gab er an, dass der Park seit dem 17. Jahrhundert unter der Regierung König Karl I. der Öffentlichkeit bereitgestellt wurde. Prinzessin Amelia Sophia wurde gezwungen, die Beschränkung aufzuheben.
Prinzessin Amelia Sophie starb am 31. Oktober 1786 unverheiratet in ihrem Haus an der Cavendish Square in Soho. An ihrem Leichnam fand man ein Medaillon Friedrichs des Großen als junger Prinz, der ihr ursprünglich zugedachte Cousin war zwei Monate zuvor in Potsdam gestorben. Bei ihrem Tod war sie das letzte überlebende Kind von König Georg II. und wurde in der Westminster Abbey bestattet.

## Titel und Stand
- 1711–1714 Ihre Hoheit Prinzessin Amelia Sophia von Hannover
- 1714 Ihre Königliche Hoheit Prinzessin Amelia Sophia von Großbritannien und Irland
- 1714–1727 Ihre Königliche Hoheit Amelia Sophia von Wales und Cornwall
- 1727–1786 Ihre Königliche Hoheit Prinzessin Amelia Sophia

## Sonstiges
- Am 24. Januar 1714 erhielt Prinz Friedrich von Preußen einen Verlobungsring, geflochten aus dem Blondhaar seiner in den Windeln liegenden Braut.
- Amelia Island und Amelia City, Florida, sowie Amelia County, Virginia, in den Vereinigten Staaten wurden ihr zu Ehren benannt.